# Zinaida Mandrouska
Zinaida Michajłauna Mandrouska (biał. Зінаіда Міхайлаўна Мандроўская, ros. Зинаида Михайловна Мандровская, Zinaida Michajłowna Mandrowska; ur. 25 października 1954 w Jałczy w rejonie czerwieńskim) – białoruska inżynier i polityk, w latach 2008–2012 deputowana do Izby Reprezentantów Zgromadzenia Narodowego Republiki Białorusi IV kadencji.

## Życiorys
Urodziła się 25 października 1954 roku we wsi Jałcza, w rejonie czerwieńskim obwodu mińskiego Białoruskiej SRR, ZSRR. Ukończyła Białoruski Instytut Technologiczny im. S. Kirowa, uzyskując wykształcenie inżyniera chemika technologa, Akademię Zarządzania przy Prezydencie Republiki Białorusi ze specjalnością „ekonomia i zarządzanie przedsiębiorstwami”. Pracowała jako inżynier technolog, zastępczyni głównego inżyniera ds. techniki i rozwoju, główna inżynier zakładu „Kamierton”, przedsiębiorstwa „Intiegrał” w Pińsku, dyrektor przedsiębiorstwa „EłKis”, Białoruskiego Towarzystwa Inwalidów z Niepełnosprawnością Wzrokową. Była deputowaną do Pińskiej Miejskiej Rady Deputowanych, pełniła w niej funkcję przewodniczącej Komisji ds. Socjalnych, Weteranów i Młodzieży.
27 października 2008 roku została deputowaną do Izby Reprezentantów Zgromadzenia Narodowego Republiki Białorusi IV kadencji z Pińskiego Miejskiego Okręgu Wyborczego Nr 14. Pełniła w niej funkcję zastępczyni przewodniczącego Stałej Komisji ds. Pracy, Ochrony Socjalnej, Weteranów i Inwalidów. Od 13 listopada 2008 roku była członkinią Narodowej Grupy Republiki Białorusi w Unii Międzyparlamentarnej.

## Odznaczenia
- Gramota Pochwalna Rady Ministrów Republiki Białorusi;
- Gramota Pochwalna Zgromadzenia Narodowego Republiki Białorusi[1].

## Życie prywatne
Zinaida Mandrouska jest zamężna, ma syna.